# Prowansja

Alternatywna flaga Prowansji

Prowansja (fr. Provence, prow. Provença lub Prouvènço) – kraina historyczna w południowo-wschodniej Francji, nad Morzem Śródziemnym, na wschód od dolnego biegu Rodanu. Nazwa wzięta od prowincji rzymskiej Galia Zaalpejska, którą Rzymianie nazywali także Provincia Nostra – „Nasza Prowincja”.
Jest to region rolniczo-przemysłowy, w pasie przybrzeżnym – wypoczynkowy i turystyczny o światowej sławie (Lazurowe Wybrzeże). Prowansja wchodzi w skład regionu administracyjnego Prowansja-Alpy-Lazurowe Wybrzeże. Ważniejsze miasta: Marsylia, Tulon, Nicea, Aix, Cannes, Antibes.
Mieszkańcy Prowansji posługują się dialektem prowansalskim języka oksytańskiego (langue d'oc).

## Geografia
W Prowansji znajduje się południowa część Alp francuskich, z najwyższym jej szczytem – Pelat (3051 m n.p.m.). Panuje klimat śródziemnomorski.

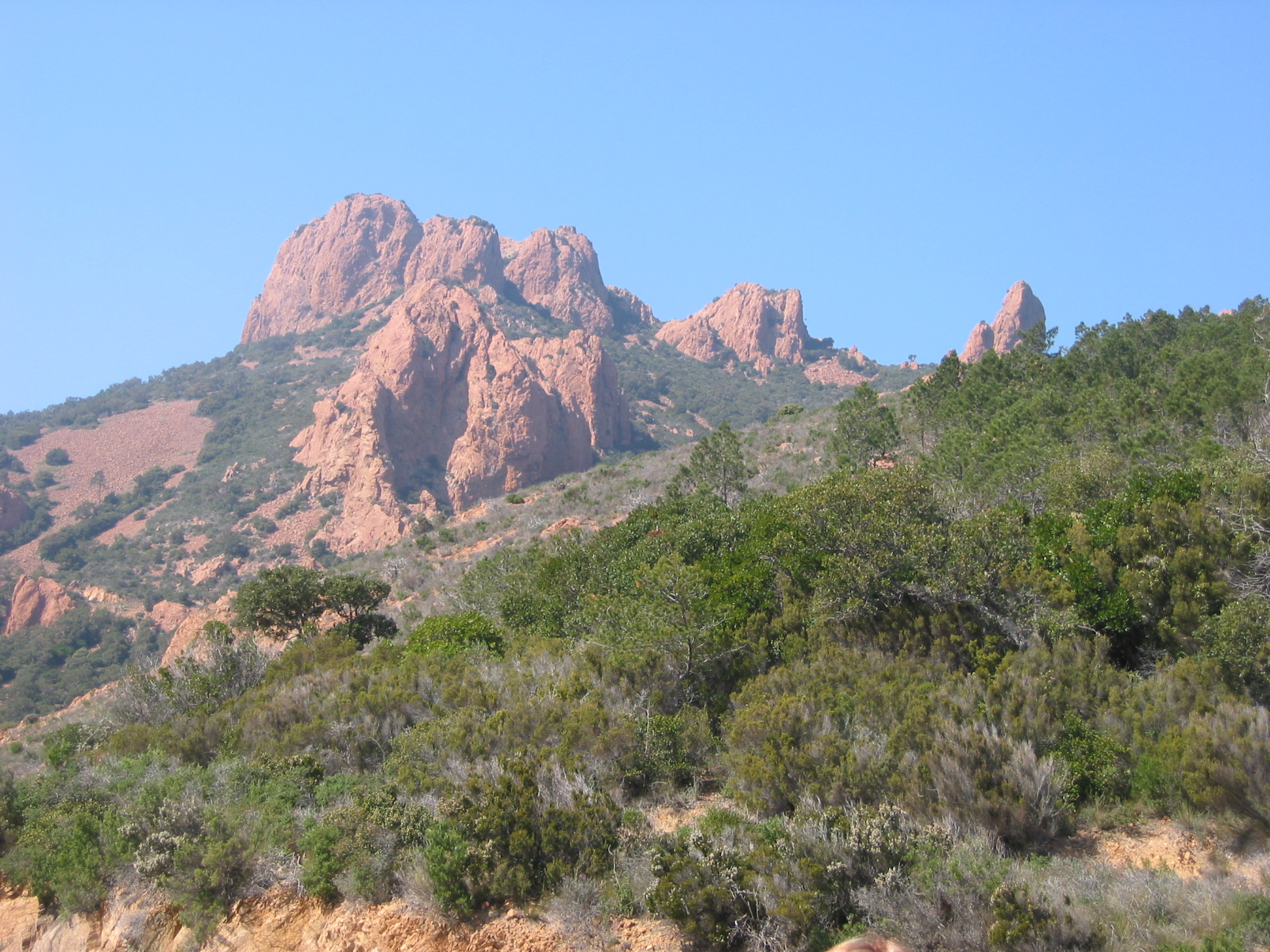
Massif de l'Esterel

### Klimat
Dzięki bliskości Morza Śródziemnego, klimat Prowansji jest łagodny, z gorącym i suchym latem oraz krótką i łagodną zimą. W zimie często pojawia się okresowy napływ chłodnego powietrza z północy (wiatr mistral). W płn. części regionu zimy są surowsze, co nasila się wraz ze wzrostem wysokości. Na wyżej położonych obszarach, klimat nabiera charakteru alpejskiego.

### Szata roślinna
W części centralnej oraz w pasie nadbrzeżnym najczęstszą formacją roślinną jest garig, co w okresie letnim powoduje częste pożary. W części wschodniej częściej miejscami występuje makia, a w rejonach górskich piętra roślinności typu alpejskiego.

### Rzeźba terenu
Teren Prowansji obfituje w skaliste doliny o wysokich walorach krajobrazowych. W części wschodniej przeważa teren górski i wysokogórski. Erozja i silne opady powodują osunięcia ziemi i skał w głębszych wąwozach. Na zachodzie regionu teren jest bardziej płaski, tworząc jedyne równiny prowansalskie w regionie Camargue.

### Starożytność

Herb przypisywany szlachcie Anjou i Prowansji

## Historia

### Średniowiecze
Od 443 północną Prowansję najeżdżały plemiona Burgundów. Od VI wieku części terytorium Prowansji znajdowały się w rękach różnych królów frankijskich. Po traktacie w Verdun w roku 843, Prowansja znalazła się na terytorium przyznanym Lotarowi I. Od roku 879 pod berłem Bosona V Prowansalskiego – zięcia Karola Łysego – Prowansja stanowiła część królestwa Prowansji i Burgundii, zwanego też królestwem Burgundii Dolnej. W roku 934 Burgundię Dolną odziedziczył Rudolf II, król Burgundii Górnej, w wyniku czego powstało zjednoczone królestwo Burgundii. W jego ramach Prowansja została hrabstwem. 
Po wygaśnięciu linii potomków Rudolfa II, od roku 1032 Burgundia już jako hrabstwo weszła w skład Świętego Cesarstwa Rzymskiego, a władcy Prowansji nosili tytuły markizów, hrabiów, książąt. W wyniku mariaży dynastycznych, od roku 1112 Prowansja przeszła w ręce dynastii katalońsko-aragońskiej i ścierały się na jej terytorium wpływy francuskie i hiszpańskie. Po śmierci jej ostatniego samodzielnego władcy w roku 1481 połączono Prowansję z Francją unią personalną. Natomiast części średniowiecznej Prowansji i nieliczne enklawy wewnątrz jej terytorium przez długi czas znajdowały się poza panowaniem francuskim.

### Epoka nowożytna
W wyniku podziału Francji na departamenty w roku 1789 na terenie Prowansji znalazły się Basses-Alpes (obecnie Alpy Górnej Prowansji), Delta Rodanu i Var. W roku 1793 dołączono hrabstwo Nicei jako departament Alpy Nadmorskie (w latach 1815–1860 przejęte przez Królestwo Sardynii).

## Prowansja w sztuce

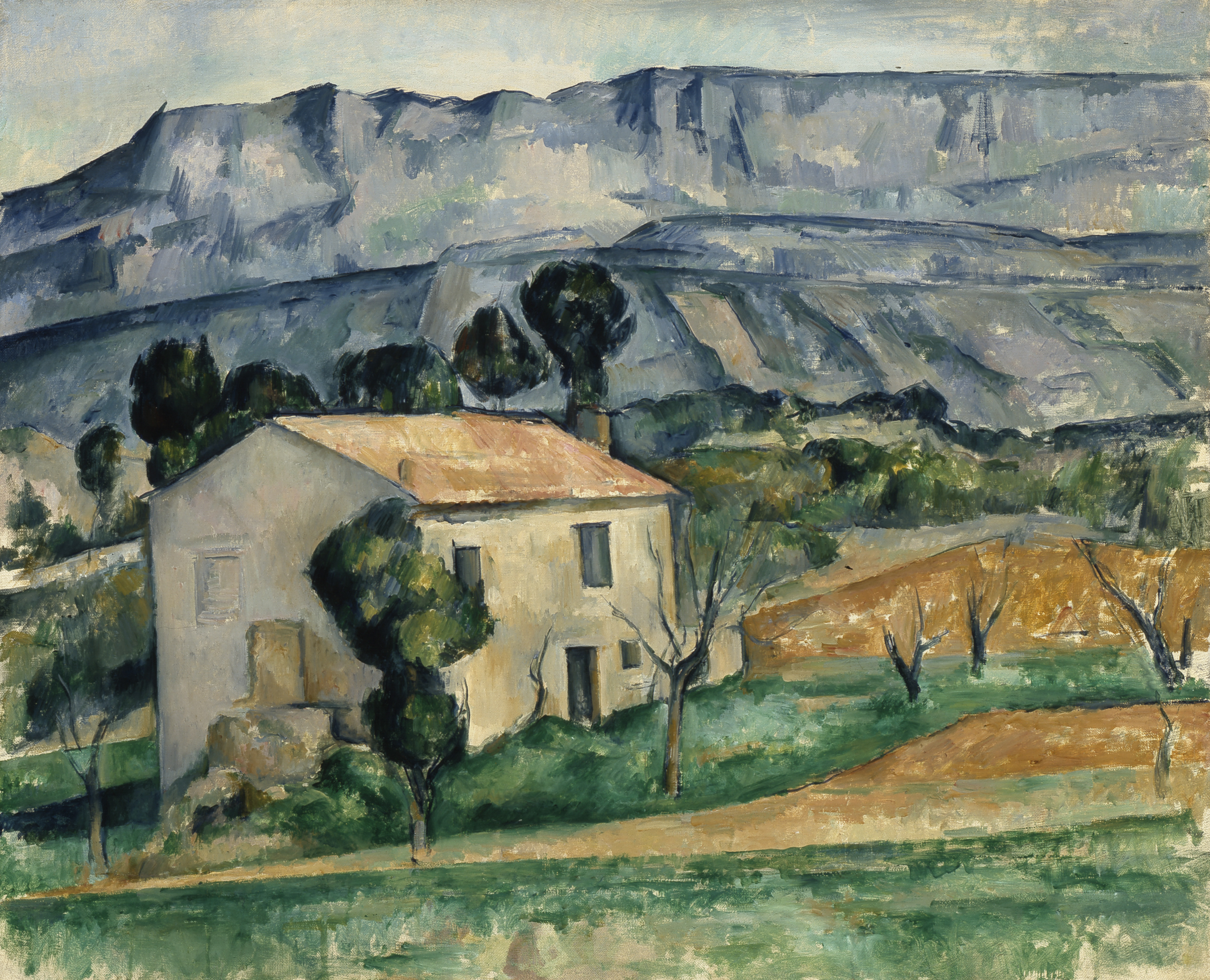
Paul Cézanne, Dom w Prowansji, 1885-1886

W literaturze Prowansję opisywali m.in.:
- Alphonse Daudet (Listy z mojego młyna)
- Lawrence Durrell (Kwintet Awinioński)
- Peter Mayle (np. Rok w Prowansji)

Prowansja stanowiła także inspirację dla malarzy (zwłaszcza dla impresjonistów), takich jak:
- Vincent van Gogh
- Paul Cézanne
- Paul Gauguin
- Pablo Picasso